# Melissa González
Cet article concerne une athlète colombienne. Pour la joueuse américaine de hockey sur gazon, voir Melissa Gonzalez.
Pour les articles homonymes, voir González.
Melissa González (née le 24 juin 1994 à El Paso (Texas)) est une athlète colombienne, spécialiste du 400 mètres haies.

## Biographie
Née d'un père colombien et d'une mère américaine, elle possède la double nationalité. Elle concourt initialement aux USA. À partir de 2016 elle représente la Colombie et remporte deux titres nationaux espoirs à Bogota, sur 400 mètres haies et sur le relais 4 × 400 m, suivis de deux médailles d'or aux Championnats d'Amérique du Sud espoirs.
Elle est championne d'Amérique du Sud en 2017 sur 400 mètres haies. En 2019, elle conserve son titre aux Championnats d'Amérique du Sud de Lima en battant le record de Colombie.

## Palmarès
| Date | Compétition                              | Lieu         | Résultat | Épreuve     | Temps         |
| ---- | ---------------------------------------- | ------------ | -------- | ----------- | ------------- |
| 2016 | Championnats d'Amérique du Sud espoirs   | Lima         | 1re      | 400 m haies | 59 s 26       |
| 2016 | Championnats d'Amérique du Sud espoirs   | Lima         | 1re      | 4 × 400 m   | 3 min 42 s 19 |
| 2017 | Championnats d'Amérique du Sud           | Luque        | 3e       | 100 m haies | 13 s 42 (w)   |
| 2017 | Championnats d'Amérique du Sud           | Luque        | 2e       | 400 m haies | 56 s 29       |
| 2018 | Jeux sud-américains                      | Cochabamba   | 2e       | 400 m haies | 56 s 86       |
| 2018 | Jeux sud-américains                      | Cochabamba   | 1re      | 4 × 400 m   | 3 m 31 s 87   |
| 2018 | Jeux d'Amérique centrale et des Caraïbes | Barranquilla | 3e       | 4 × 400 m   | 3 m 32 s 61   |
| 2019 | Championnats d'Amérique du Sud           | Lima         | 1re      | 400 m haies | 55 s 73       |
| 2019 | Championnats d'Amérique du Sud           | Lima         | 2e       | 4 × 100 m   | 44 s 97       |
| 2019 | Championnats d'Amérique du Sud           | Lima         | 1re      | 4 × 400 m   | 3 m 32 s 81   |
| 2021 | Championnats d'Amérique du Sud           | Guayaquil    | 1re      | 400 m haies | 55 s 68       |
| 2021 | Championnats d'Amérique du Sud           | Guayaquil    | 1re      | 4 × 400 m   | 3 min 31 s 04 |
| 2022 | Championnats ibéro-américains            | La Nucia     | 1re      | 400 m haies | 54 s 87       |

### Records
| Épreuve          | Performance | Lieu      | Date         |
| ---------------- | ----------- | --------- | ------------ |
| 100 mètres haies | 13 s 71     | Arlington | 25 mars 2017 |
| 400 mètres haies | 54 s 87     | La Nucia  | 21 mai 2022  |